# E. L. Doctorow
Pour les articles homonymes, voir Doctorow.
Œuvres principales
- Ragtime
- Billy Bathgate
- L'Exposition universelle
- La Marche

Edgar Lawrence Doctorow, né le 6 janvier 1931 à New York, et mort le 21 juillet 2015 à Manhattan, d'un cancer du poumon, est un romancier américain.

## Biographie
Issu d'une famille juive d’origine russe, dont il est un membre de la troisième génération, il naît et grandit dans le quartier new-yorkais du Bronx. Il est le fils de Rose (Levine) et David Richard Doctorow qui choisissent son prénom, Edgar, en hommage à Edgar Allan Poe.
Grand lecteur, il se passionne tôt pour la littérature. Il étudie à la Bronx High School of Science, puis au Kenyon College et à l’université Columbia. Il est ensuite employé aux studios de la Columbia Pictures, puis à la New American Library et est aussi le rédacteur en chef de Dial Press (en) de 1964 à 1969.

## Carrière
Il est l’auteur de plusieurs romans à succès qui mêlent histoire et critique sociale, dont Ragtime (1975), adapté au cinéma sous ce titre par Miloš Forman en 1981, et Billy Bathgate (1989), adapté lui aussi au cinéma sous ce titre par Robert Benton en 1991.
Il a comme ambition à travers ses romans d'embrasser la totalité du passé de sa ville et de son pays afin de remonter aux racines de l'histoire contemporaine.
Dix de ses romans ont été traduits en français.

## Œuvre

### Romans
- Welcome to Hard Times (1960), aussi paru sous le titre Bad Man from Bodie
- Big as Life (1966)
- The Book of Daniel (1971), une réécriture de l'histoire du couple Rosenberg Publié en français sous le titre Le Livre de Daniel, Paris, Laffont, 1980 ; réédition, Paris, 10/18 no 1598, 1984
- Ragtime (1975), ce roman remporte le National Book Critics Circle Award et le Arts and Letters Award. Outre son adaptation au cinéma, il a donné lieu à une comédie musicale en 1998. Publié en français sous le titre Ragtime, trad Janine Hérisson, Paris, Robert Laffont, 1976 ; réédition, Paris, J'ai lu no 825, 1978 ; réédition, Paris, Laffont, Bibliothèque Pavillons, 2004
- Loon Lake (1980) Publié en français sous le titre Le Plongeon Lumme, trad Jean- Pierre Carasso, Paris, Robert Laffont, 1982
- American Anthem (1982)
- World's Fair (1985) Publié en français sous le titre L'Exposition universelle, trad Claudia Ancelot, Paris, Robert Laffont, Pavillons, 1988. Le roman remporte le National Book Award 1986
- Billy Bathgate (1989), ce roman remporte le PEN/Faulkner Award.

- The Waterworks (1994)

- City of God (2000) Publié en français sous le titre Cité de Dieu, trad Jacqueline Huet et Jean-Pierre Carasso, Paris, Éditions de L'Olivier, 2003 ; réédition, Paris, Points no 1796, 2007
- The March (2005), évocation de la marche destructrice des troupes du général William Tecumseh Sherman à travers la Géorgie et les deux Caroline en 1864-1865, ce roman remporte le PEN/Faulkner Award et le National Book Critics Circle Award. Publié en français sous le titre La Marche, trad Jacqueline Huet et Jean-Pierre Carasso, Paris, éditions de L'Olivier, 2007
- Homer & Langley (2009), sur les frères Collyer Publié en français sous le titre Homer & Langley, trad Christine Le Bœuf, Arles, Actes Sud, 2012
- Andrew's Brain: A Novel (2014), un neuro-roman sur la vie et les désillusions d'Andrew ; l'intrigue évoque un huis clos avec, et son psychiatre, et sa conscience morale. Le dernier roman de l'auteur avant son décès. Publié en français sous le titre Dans la tête d’Andrew, trad Anne Rabinovitch, Arles, Actes Sud, 2016

### Recueils de nouvelles
- The Songs of Billy Bathgate (1968), première version du texte qui deviendra en 1989 le roman Billy Bathgate
- Lives of the Poets : Six Stories and a Novella (1984) Publié en français sous le titre La Vie de poète, trad Jean-Pierre Carasso, Paris, Robert Laffont, 1986
- Sweet Land Stories (2004)
- All the Time in the World (2011)

### Essais
- Essays and Conversations (1983)
- Jack London, Hemingway, and the Constitution: Selected Essays, 1977-1992 (1993)
- Poets and Presidents: Selected Essays, 1977-1992 (1994)
- Lamentations: 9/11 (2002)
- Reporting the Universe (2003)
- Creationists : Selected Essays 1993-2006 (2006)

### Théâtre
- Drinks Before Dinner (1979)

## Adaptations
- 1967 : Frontière en flammes (Welcome to Hard Times), film américain réalisé par Burt Kennedy, avec Henry Fonda, Janice Rule et Keenan Wynn
- 1981 : Ragtime, film américain réalisé par Miloš Forman, avec James Cagney, Mary Steenburgen, Elizabeth McGovern et Howard E. Rollins Jr.
- 1983 : Daniel, film américain réalisé par Sidney Lumet, avec Timothy Hutton, Mandy Patinkin et Lindsay Crouse
- 1991 : Billy Bathgate, film américain réalisé par Robert Benton, avec Loren Dean, Dustin Hoffman, Nicole Kidman et Bruce Willis
- 2008 : Jolene, film américain réalisé par Dan Ireland, avec Jessica Chastain, Frances Fisher et Rupert Friend